# Leucettaga loculifera
Leucettaga loculifera és una espècie d'esponja calcària, marina i amb espícules formades per carbonat de calci. L'esponja és l'única espècie del gènere Leucettaga, de la família Grantiidae. El nom científic de l'espècie va ser publicat per primera vegada el 1872 per Ernst Haeckel.